# ۵۷۹ (پیش از میلاد)
۵۷۹ (پیش از میلاد) ۵۷۹مین سال قبل از تقویم میلادی است.